# شارلوت لوئیس (بازیکن بسکتبال)
شارلوت لوئیس (انگلیسی: Charlotte Lewis; ۱۰ سپتامبر ۱۹۵۵ – ۱۷ سپتامبر ۲۰۰۷) بازیکن بسکتبال اهل ایالات متحده آمریکا بود.

وی در مسابقات کشوری و بین‌المللی در مجموع برندهٔ ۱ مدال طلا، ۱ مدال نقره شده‌است.